# Diplacus clivicola
Diplacus clivicola är en gyckelblomsväxtart som först beskrevs av Jesse More Greenman, och fick sitt nu gällande namn av Guy L. Nesom. Diplacus clivicola ingår i släktet Diplacus och familjen gyckelblomsväxter. Inga underarter finns listade i Catalogue of Life.